# Stripped (Nadja)
Stripped è il ventunesimo album in studio del gruppo musicale canadese Nadja, pubblicato nel 2017.

## Tracce
1. Clinodactyl – 12:22
2. Alien in My Own Skin – 6:36
3. Breakpoint – 5:32
4. Stays Demons – 6:55
5. I Make from Your Eyes the Sun – 7:27
6. Flowers of Flesh (Acoustic Version) – 10:23

## Formazione

### Gruppo
- Aidan Baker – voce, chitarra, pianoforte, flauto, batteria
- Leah Buckareff – voce, basso